# 磐田市立竜洋中学校
磐田市立竜洋中学校（いわたしりつ りゅうようちゅうがっこう）は、静岡県磐田市豊岡にある市立中学校。

## 概要
通称竜中。現在は竜洋北、西、東小学校の三校の生徒が主に進学する。

## 沿革

### 年表
- 昭和23年4月1日 - 掛塚町外三ヶ町組合立竜洋中学校設置認可。掛塚・袖浦・十束・長野の各小学校の仮校舎にて授業開始
- 昭和23年9月5日 - 入校式
- 昭和30年4月1日 - 町村合併により竜洋町磐田市組合立竜洋中学校と校名変更
- 昭和56年4月1日 - 磐田市立南部中学校新設に伴い竜洋町立竜洋中学校と改名
- 平成17年4月1日 - 市町村合併に伴い、磐田市立竜洋中学校と改名

## 学校行事
- 四月　入学式
- 五月　修学旅行、翔竜祭（体育大会）
- 七月　磐周大会
- 十月　輝竜祭
- 三月　修了式、卒業式

## アクセス
- 磐田市生活バス路線（浜松バス）掛塚磐田駅線（とつか系統） ｢竜洋支所｣停留所から、徒歩5分（日祝日と年末年始は全便運休）

## 著名な卒業生
- ゲッターズ飯田（タレント、占い師）